# Periode 4-grundstof
Et periode 4-grundstof er et grundstof, der i det periodiske system er placeret i fjerde række (periode) fra oven. Fælles for disse grundstoffer er, at atomerne har netop fire elektronskaller.
Periode 4 omfatter atten grundstoffer med atomnumre 19-36:
- kalium
- calcium
- scandium
- titan
- vanadium
- krom
- mangan
- jern
- kobolt
- nikkel
- kobber
- zink
- gallium
- germanium
- arsen
- selen
- brom
- krypton

| Kemi | Spire Denne artikel om kemi er en spire som bør udbygges. Du er velkommen til at hjælpe Wikipedia ved at udvide den. |